# Vištytis
Vištytis (deutsch Wystiten oder Wyschtyten) ist ein Städtchen (miestelis) am Nordostufer des Wystiter Sees in Litauen. Der Ort ist Sitz des gleichnamigen Landamtes der Rajongemeinde Vilkaviškis. Im Jahre 2011 zählte er nur noch 436 Einwohner.

## Geschichte
Vištytis wird – als Vystyčiai – erstmals in Quellen des 16. Jahrhunderts erwähnt. Als Grenzstadt lebten in ihr Litauer, Deutsche, Polen und Russen zusammen. Mehrmals wechselte im Laufe der Geschichte die Zugehörigkeit zu Litauen und Russland.

### Die Blütezeit im 19. Jahrhundert
In der Mitte des 19. Jahrhunderts florierte die Stadt durch den Grenzhandel. Viele Handwerker spezialisierten sich auf die Herstellung von Bürsten. Der Ort wuchs in dieser Zeit auf fast 3400 Einwohner. Ebenfalls in der Mitte des 19. Jahrhunderts baute die evangelisch-lutherische Kirchengemeinde eine neue Kirche auf dem alten Marktplatz. Bis zu 2500 Litauendeutsche waren in den Gründungsjahren Mitglieder dieser Gemeinde. Bis heute wird in Vištytis einmal im Monat ein Gottesdienst in deutscher Sprache gefeiert.

### Das 20. Jahrhundert
Die Stadt brannte um die Jahrhundertwende zum 20. Jahrhundert nieder und wurde wieder aufgebaut. 1915 brannte sie ein zweites Mal nieder, als russische Truppen, die sich im Ersten Weltkrieg nach der Winterschlacht in Masuren vor den deutschen Truppen zurückgezogen hatten, Vištytis in Brand steckten. 1918 wurde Vištytis Teil des unabhängigen Litauen.
Die Einwohnerzahl sank bis in die 1930er Jahre auf etwa 1300 Einwohner, darunter 200 Einwohner jüdischen Glaubens. 1940 wurde Vištytis – wie ganz Litauen – von der Sowjetunion besetzt. Schon am ersten Tag des Überfalls der Wehrmacht auf die Sowjetunion, dem 22. Juni 1941, eroberten deutsche Truppen Vištytis. Ihnen folgten einige zuvor von dort vertriebene, jetzt zurückkehrende deutsche Familien. Sogleich begannen Deutsche und litauische Nationalisten die jüdischen Einwohner zu drangsalieren. Die jüdischen Männer wurden separiert. Auf einem Feld außerhalb des Ortes nahe der alten Mühle mussten sie ihr eigenes Grab schaufeln. Dort wurden die Männer am 14. Juli 1941 ermordet. Die jüdischen Frauen und Kinder wurden zunächst in ein Gebäude gesperrt und am 9. September 1941 ebenfalls ermordet. Nach dem Krieg wurde von sowjetischer Seite ein Denkmal errichtet. Dessen Inschrift zufolge wurden 220 Menschen ermordet und in dem Massengrab beigesetzt.

## Litauisch-russischer Grenzort

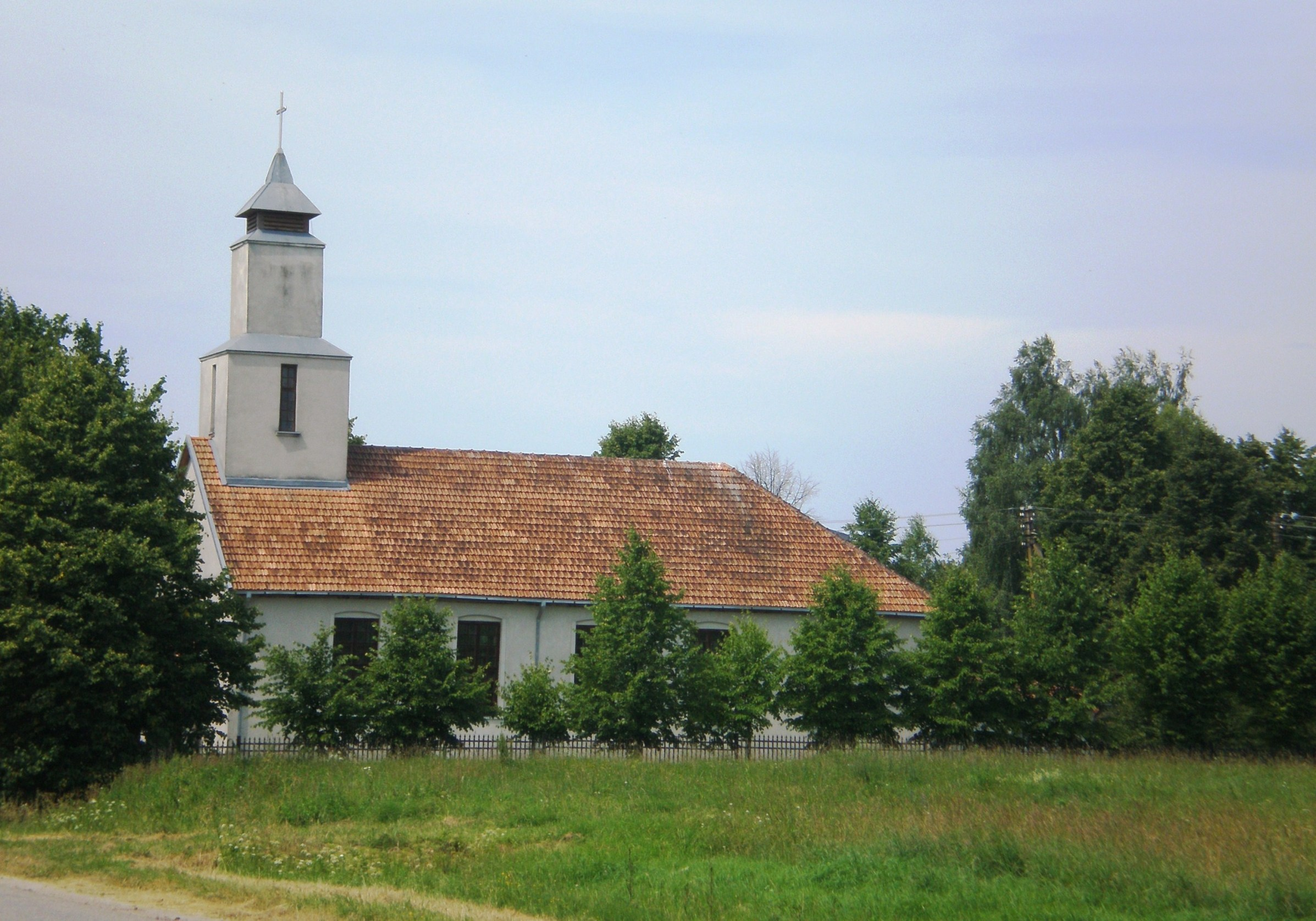
Evangelisch-Lutherische Kirche Vištytis, erbaut 1844

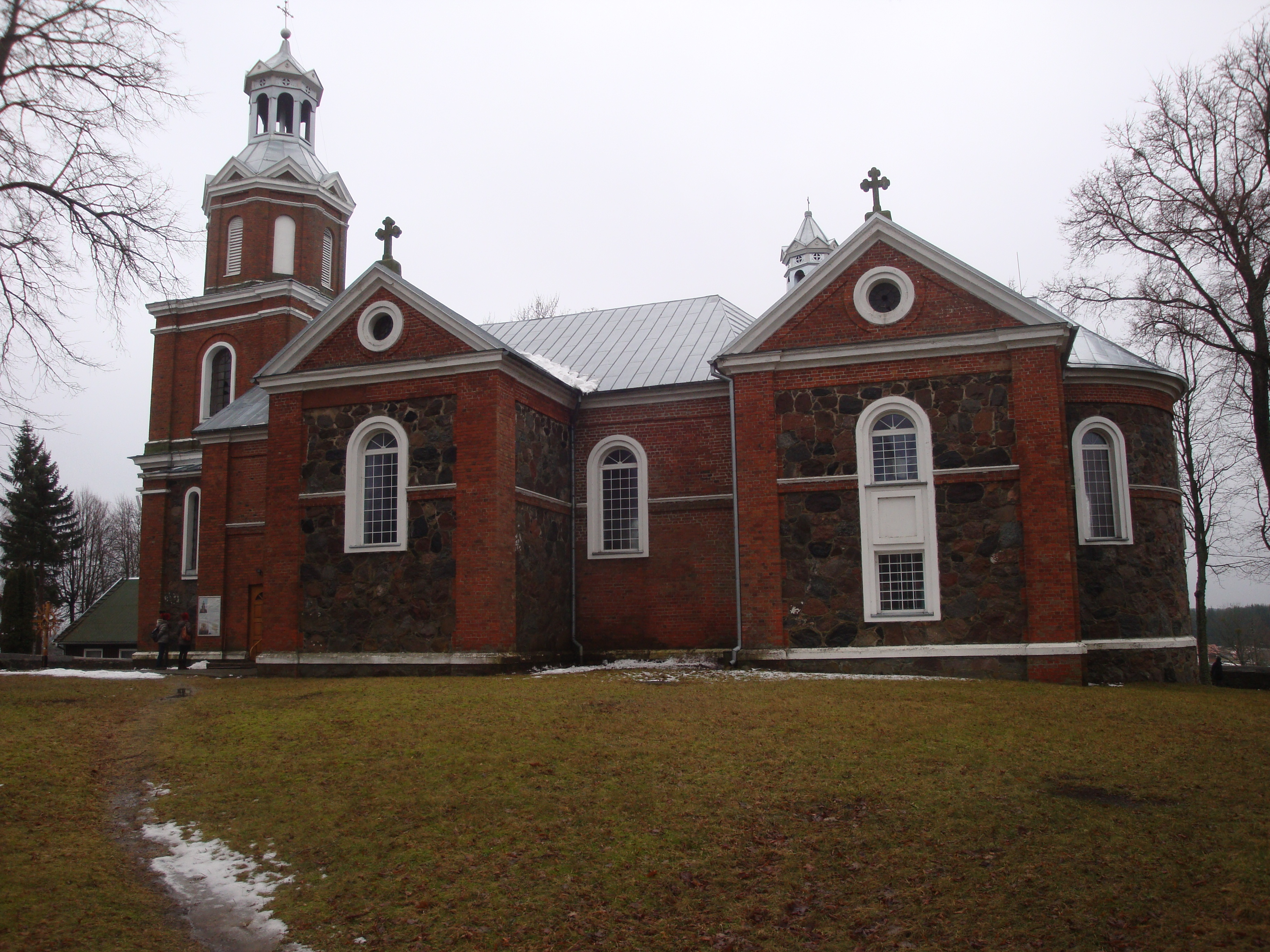
Katholische Dreifaltigkeitskirche, erbaut 1829, 1885 erweitert

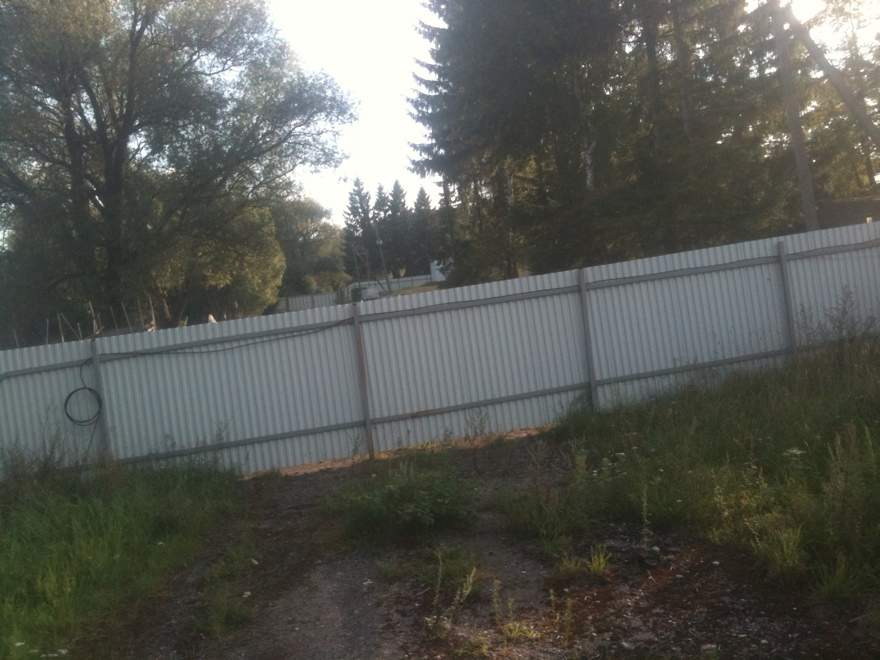
Litauisch-russische Grenze im Bereich der Straße Dariaus ir Gireno in Vištytis (Blick von Litauen nach Russland)

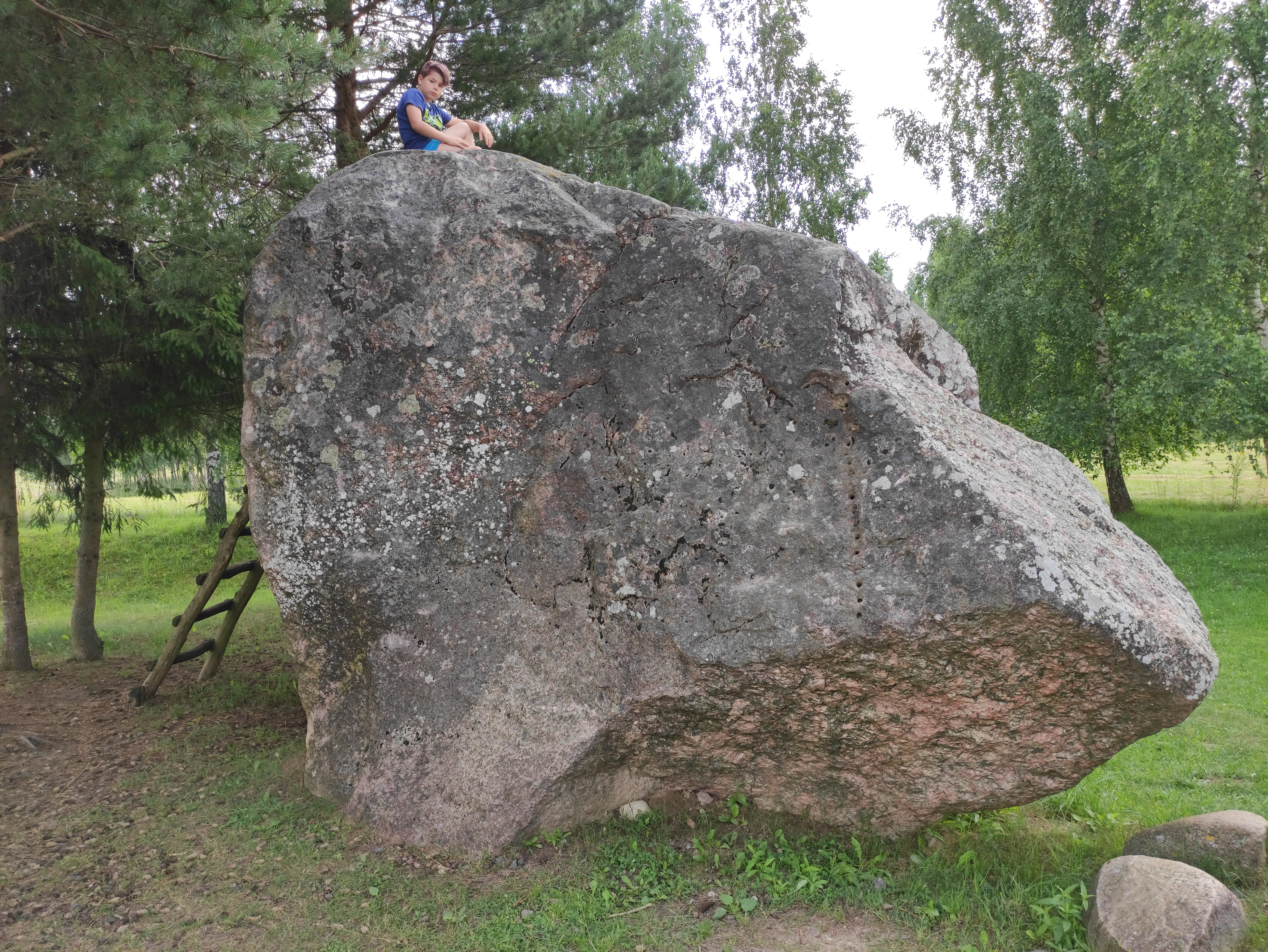
Vištytis-Stein, 2021

Über die Straße Dariaus ir Gireno im westlichen Teil von Vištytis verläuft die litauisch-russische Grenze. Am 1. Februar 2004 trat nach 14-jährigen Verhandlungen zwischen Russland und Litauen ein Vertrag in Kraft, der den Grenzverlauf um ca. 100 Meter nach Westen verlegt. Hierdurch erhielt Litauen eine Fläche von ca. 2 ha Größe. Drei litauische Familien auf zwei Bauernhöfen, welche sich bisher auf russischem Territorium westlich des bisherigen Grenzverlaufs befanden, kehrten durch die neue Grenzziehung auf litauisches Gebiet zurück. Ein weiterer Bauernhof mit einer litauischen Familie bleibt nach der neuen Grenzziehung im russischen Teil der Stadt. Russland erhielt im Gegenzug ein ebenso großes, jedoch unbewohntes Stück Land als Ausgleich von Litauen. Nach Inkrafttreten des neuen Grenzvertrags wurde der Grenzübergang für den kleinen Grenzverkehr der Bürger der Stadt geschlossen, so dass die Bauern der litauischen Seite den Zugang zu ihren Feldern im westlichen (russischen) Teil der Stadt verloren. Die Zeitung Новый Калининград (Neues Kaliningrad) berichtete am 30. April 2012, dass es Pläne für einen Grenzübergang für Fahrradfahrer und Fußgänger gebe.
Außerdem wurden für mindestens 49 Jahre ca. 525 ha Wasserfläche des Wystiter Sees von Russland an den litauischen Staat verpachtet, wodurch auch hier de facto der Grenzverlauf für mindestens 49 Jahre nach Westen verlagert wurde.

## Sehenswürdigkeiten
Der Vištytis-Stein () ist der größte und beeindruckendste Felsbrocken im nahegelegenen Regionalpark Vištytis. Der große Felsen von Vištytis wird auch „Der Wunderbare“, „Der Fußabdruck“ oder einfach „Der Große“ genannt. Dieser Felsen steht auf der geschützten Liste der zehn größten Felsbrocken Litauens und ist im Verzeichnis der mythologischen Orte im Register der unbeweglichen Kulturschätze der Republik Litauen aufgeführt.

## Persönlichkeiten
- Rahel Bin-Gorion (1879–1955), deutsch-israelische Übersetzerin und Herausgeberin
- Rubin Mass (1894–1979), deutsch-israelischer Verleger